# アメリカ合衆国大都市統計地域

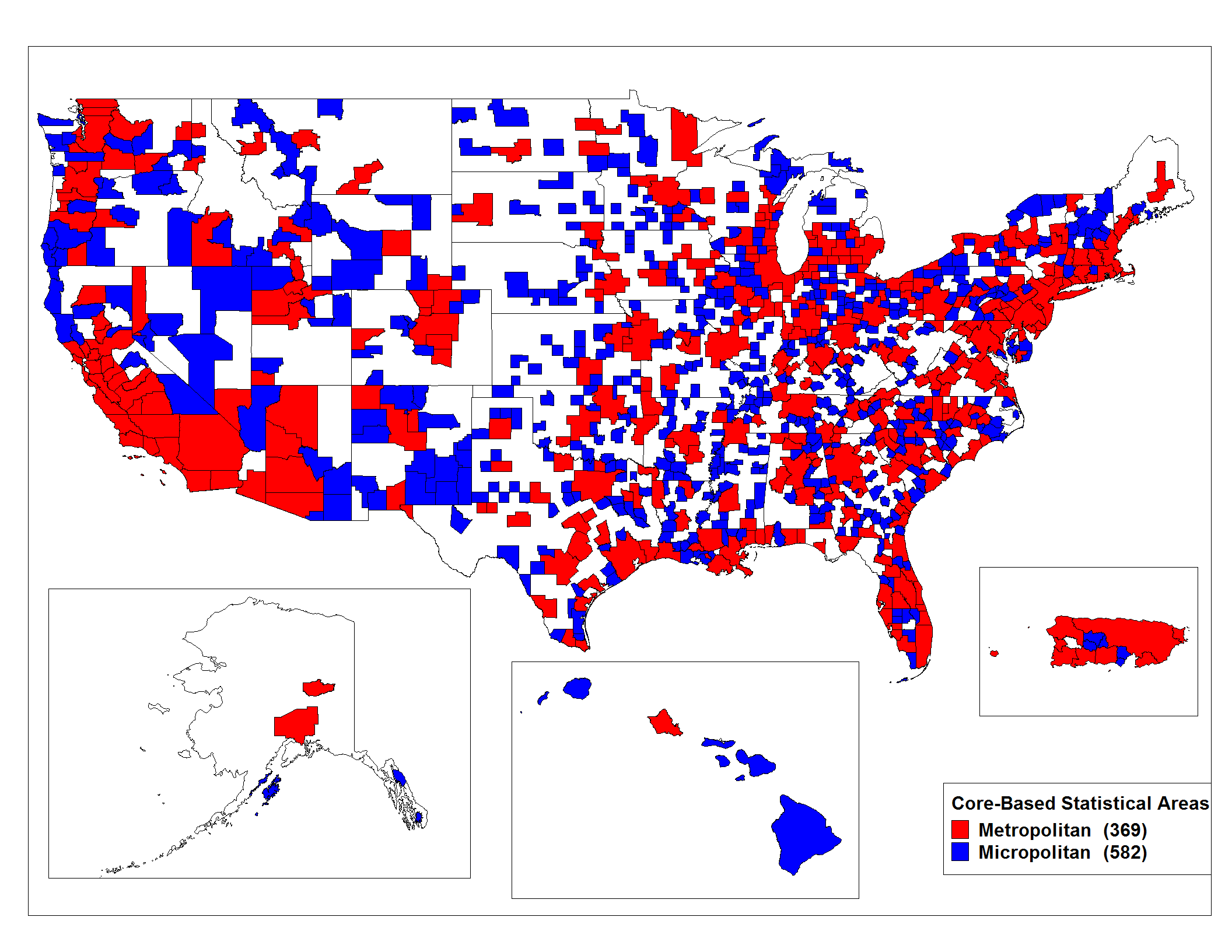
アメリカ合衆国のコアベース統計地域を示した地図。大都市統計地域は赤色で示されている。（この地図は拡大可能）

アメリカ合衆国大都市統計地域（アメリカがっしゅうこくだいとしとうけいちいき、英: United States Metropolitan Statistical Areas、略称：MSA）は、中核となる都市の人口密度が相対的に高く、地域全体が緊密な経済的関連をもっている地理的地域を指す用語。

## 概要
こうした地域は、市や町としての法的地位をもっているわけではなく、郡のように法的に裏付けられた行政区画でも、一定の政治的主権をもった州のようなものでもない。このため、個々の都市圏の正確な範域は、典拠によってばらつくことがある。典型的な都市圏は、周辺に影響を及ぼすひとつの大都市の周りに形成される（例えば、Chicagoland）。しかし、ひとつの都市圏の中に複数の都市があって、突出して優越した都市がない場合もある（例えば、Minneapolis – Saint Paul）。
大都市統計地域(MSA)は、アメリカ合衆国行政管理予算局によって定義され、国勢調査局や、その他の連邦政府機関によって、統計上の目的でのみ使用されている。

## 定義
アメリカ合衆国行政管理予算局(Office of Management and Budget: OMB) は、一連のコアベース統計地域(Core Based Statistical Area: CBSA)を全土に設定している。CBSAの線引きは、中核都市地域(urban area)、ないし都市クラスター(urban cluster)、すなわち相対的に人口密度の高い地域の連続体によって行われる。CBSAは、郡やそれに準じる区域(county-equivalent)を単位に編成される。中核都市地域を含む郡は、CBSAの「中央郡 (central counties)」と呼ばれる。これに加えて、通勤や雇用において中央郡と強く社会経済的に結び付いた周辺の郡があれば、「周辺郡 (outlying counties)」としてCBSAに加えられる。雇用交流指標(the employment interchange measure)と呼ばれる値（人口規模が小さい方の郡に居住する有職者に占める、大きい方の郡への通勤者の百分比の値と、人口規模が小さい方の郡における就業者に占める、大きい方の郡からの通勤者の百分比の値の合計）が、25％を超える場合、その小さい方の郡は周辺郡としてCBSAに含まれる。ここでは、周辺郡のなかに農村的性格の郡も含まれ得ることを、注意しておくべきである。
CBSAには、下位区分として、大都市統計地域(MSA) と、小都市統計地域(μSA) があり、中核都市地域の人口規模によって両者は区分されている。中核都市地域(core urban area)となる都市や町の人口が5万人を超える地域がMSA、1万人を超えるが5万人を超えない地域がμSAとなる。
一定の条件のものでは、複数のCBSAが結合され、合同統計地域(combined statistical area: CSA)と呼ばれる、より大きな統計上の集計単位を構成する。
かつては、「標準大都市統計地域(Standard Metropolitan Statistical Area: SMSA)」、「主要都市統計地域(Primary Metropolitan Statistical Area: PMSA)」といった名称が用いられていたが、現在は用いられていない。 なお、ニューイングランドについては、郡より町（タウン）が優越する制度になっているため、同様の編成が郡ではなく町を単位として行われるため、ニューイングランド市町地域(New England City and Town Area: NECTA)という名称が用いられる。アメリカ合衆国の大都市圏に関する国勢調査統計は、このような定義に従って報告されている。